# Hrabstwo Saline (Nebraska)
Hrabstwo Saline (ang. Saline County) – hrabstwo w stanie Nebraska w Stanach Zjednoczonych. Obszar całkowity hrabstwa obejmuje powierzchnię 576,309 mil2 (1 492,64 km²). Według danych z 2010 r. hrabstwo miało 14 200 mieszkańców. Hrabstwo powstało 6 marca 1855 roku, a jego nazwa pochodzi od angielskiego słowa słony, które odzwierciedla oczekiwania pierwszych osadników, iż na tych terenach znajdować się będą znaczne złoża soli.

## Sąsiednie hrabstwa
- Hrabstwo Seward (północ)
- Hrabstwo Lancaster (północny wschód)
- Hrabstwo Gage (południowy wschód)
- Hrabstwo Jefferson (południe)
- Hrabstwo Thayer (południowy zachód)
- Hrabstwo Fillmore (zachód)
- Hrabstwo York (północny zachód)

## Miasta
- Crete
- Friend
- Wilber

## Wioski
- De Witt
- Dorchester
- Swanton
- Tobias
- Western